# 송석하 (민속학자)
송석하(宋錫夏, 1904년 10월 11일 ~ 1948년 8월 5일)는 일제강점기와 미군정 대한민국 시대의 민속학자이다.

## 약력
경상남도 울주군(현재의 울산광역시 울주군) 출신이다. 1920년에 부산공립상업학교를 졸업했으며 같은 해에 도쿄 상과 대학에 입학했으나 1923년 간토 대지진이 일어나자 대학 중퇴 이후 귀국하였다. 1932년에 손진태, 정인섭과 함께 조선민속학회의 발기인 가운데 하나로 참가했으며 1933년 1월에 자신의 사재를 털어 학회지 《조선민속》을 창간했다. 1934년에는 진단학회의 발기인 가운데 하나로 참여했다. 해방후 서울대학교 문리대 교수를 지냈고, 1945년 9월 15일 조선산악회 창립에 관여해 초대 회장을 지냈다.  1947년 8월에는 울릉도 학술조사대 대장을 맡았다. 고혈압 때문에 당시 독도 조사에는 참가하지 못했다. 1946년 4월 미군정을 설득해 소장 유물 1천여점을 기초로 국립민족박물관을 설립했다. 1948년 고혈압으로 사망했다.

## 저서
- 《한국민속고》

## 수상
1996년에 대한민국 정부로부터 금관문화훈장을 추서받았다. 